# Čertovy skály

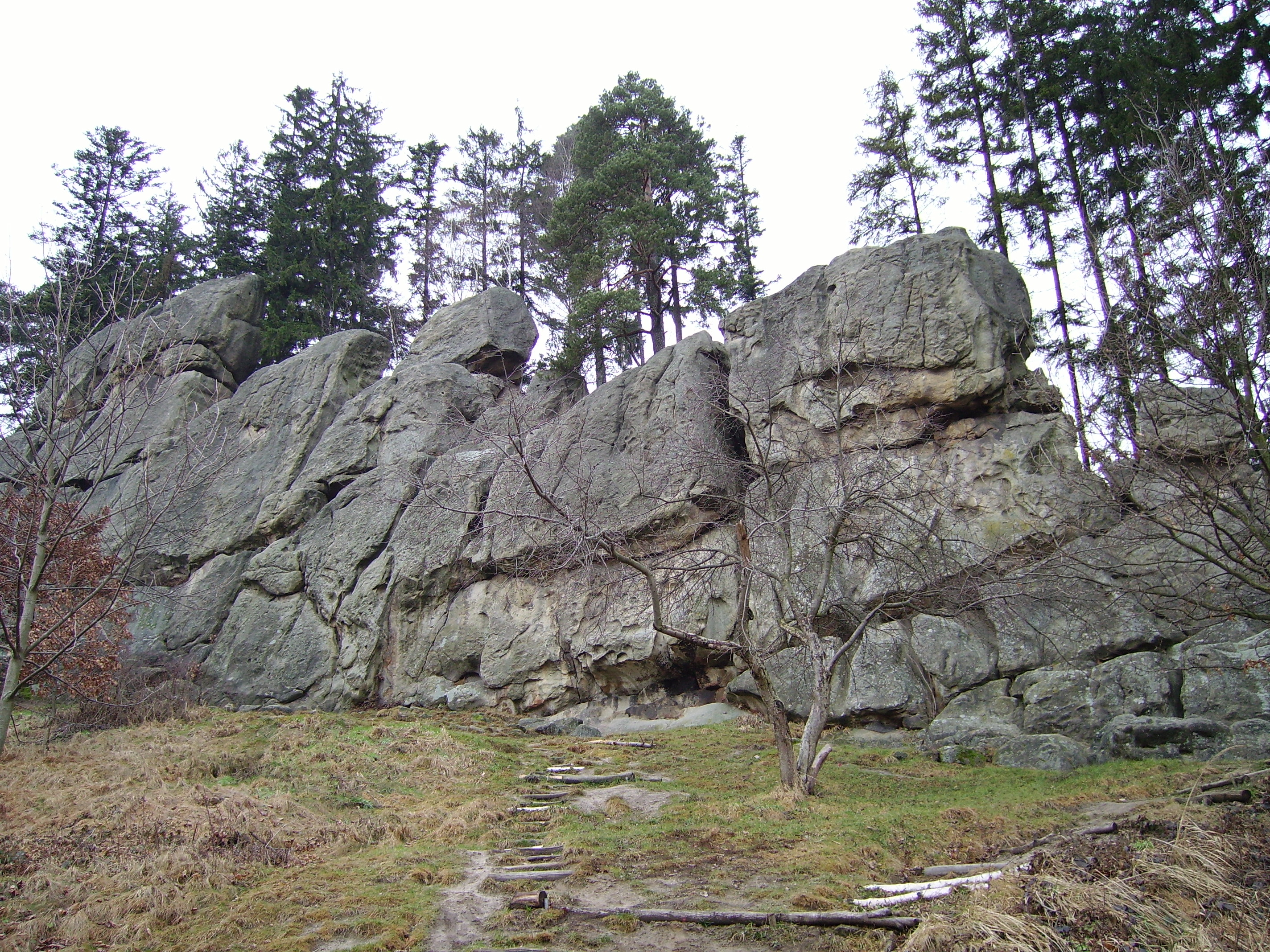
Čertovy skály

Das Naturdenkmal Čertovy skály (deutsch: Teufelstein, auch Čertovy stěny, Teufelswände) ist eine 0,15 ha große durch starke Wassererosion gezeichnete Sandsteinformation, die in diesem Gebiet auch als Magura-Flysch bezeichnet wird. Das Naturdenkmal liegt im Osten der Vizovická vrchovina am südöstlichen Hang der Erhebung Kopce linksseits über dem Tal des Flüsschens Senice in einer Höhe zwischen 450 und 490 m.n.m. Es handelt sich um ein 150 m langes, bis zu 25 m hohes und 1 bis 3 m breites Sandsteinmassiv. Aus dem Kamm ragen vier Felsen (Hladká, Čertova stěna, Plochá und Kolébka) heraus.
Der Florabewachs ist recht spärlich, der Felsen ist weitgehend kahl. Vereinzelt finden sich Waldkiefer (Pinus sylvestris), Hänge-Birke (Betula pendula), Gemeiner Wacholder (Juniperus communis), Roter Holunder (Sambucus racemosa), Heidelbeere (Vaccinium myrtillus), Nordischer Streifenfarn (Asplenium septentrionale), Wald-Habichtskraut (Hieracium murorum), Silber-Fingerkraut (Potentilla argentea), Echtes Johanniskraut (Hypericum perforatum), Gewöhnliches Ruchgras (Anthoxanthum odoratum), Kleine Braunelle (Prunella vulgaris), Wald-Frauenfarn (Athyrium filix-femina), Echter Wurmfarn (Dryopteris filix-mas) sowie Adlerfarn (Pteridium aquilinum). Eine Untersuchung über die Fauna wurde bislang nicht durchgeführt.
Die Čertovy skály gelten als bedeutender Klettergarten und als eines der schwierigsten Klettergebiete Mährens. Die meisten der über 100 Routen wurden vor allem in den 1960er bis 1980er Jahren erschlossen und reichen bis zum Schwierigkeitsgrad IX (UIAA). Das Klettern ist aus Naturschutzgründen eingeschränkt und nur für Mitglieder alpiner Vereine (UIAA) erlaubt.
Mit der Formation sind einige Volkslegenden verknüpft, die allesamt verschiedene Ereignisse mit einem Teufel zum Inhalt haben und möglicherweise für den Namen verantwortlich sind.